# 岸尾だいすけ
岸尾 だいすけ（きしお だいすけ、1974年3月28日 - ）は、日本の男性声優、歌手。本名・旧芸名：岸尾 大輔（読みは同じ）。三重県松阪市生まれ、愛知県小牧市育ち。青二プロダクション所属。
代表作に『ゾイド -ZOIDS-』（バン・フライハイト）、『ドラゴンボール改』（ジース）、『ファイナルファンタジーXIII-2』（ノエル・クライス）、『レミーのおいしいレストラン』（レミー）などがある。

## 来歴

### 生い立ち
三重県の実家で出生し、三重出身になっているが、育ちは愛知県である。
小学校時代はサッカー部に、中学校時代は水泳部に所属。中学生のとき、ジャッキー・チェンの吹き替えの石丸博也を知り、友達から借りたパロディCDドラマをきっかけに、声優という職業の存在を意識する。進学した東海工業高校で放送部顧問の担任に勧誘され放送部に入部。ナレーションを入れた『学生ビデオコンテスト』で東海大会の特別賞を受賞。こういったことがきっかけで声優を志すようになる。1992年、高校卒業後に「声優をやりたい」と自分の気持ちを両親に強く伝えたところ、初めは猛反対され、卒業後は一旦工場に就職していたが、段々両親も理解を示すようになった。代々木アニメーション学院名古屋校に入学し卒業後上京、三ツ矢雄二に師事。

### キャリア
1996年、三ツ矢がディレクションしたアニメ『水色時代』で声優デビュー。第1話でスタジオを見学しに行ったところ級長役に抜擢される。その後も主人公の友人役でレギュラー出演が決まり、同時に三ツ矢の付き人として働くようになる。当時所属していた劇団は、腰を痛めたのが元で退団。声優専業で活動することを決める。新たな事務所を探すが本所属の申し出がなかったため、吉野家のバイトをしながら俳協の養成所で学ぶ。
1997年、俳協ボイスアクターズスタジオ第12期生となり東京俳優生活協同組合（俳協）所属へ。1999年、『ゾイド -ZOIDS-』のバン・フライハイト役でアニメ初主演。2006年3月、俳協45周年記念映画『RETURN』に主演する。2007年6月1日より、「岸尾だいすけ」に改名。改名の理由について「深い理由はない」とのことだが、「前の名前は字画が悪い」「事務所のヴォイスサンプル&サンプルの変更年でタイミングが良い」など色々なタイミングが重なり、改名に至った。
2008年10月、映画『HELLS ANGELS』が第21回東京国際映画祭にて初公開され、九頭龍役として出席。2010年9月、長年所属した東京俳優生活協同組合を円満退会。同年10月よりフリーで活動していたが、2012年6月1日付でホリプロへの移籍を発表し公式サイトも創設される。その1ヶ月後にはファンクラブが結成された。
2014年2月1日、諸事情により再度フリーで活動することになったが、2014年4月1日に青二プロダクションへの移籍を発表した。

### ユニット、音楽活動
2003年に水島大宙とのコンビ「BACK DROPS（バックドロップ）」を結成。その後2005年にコンビ名を「だいず（DAIZ）」と改め、本格的に活動を開始。2006年2月には浪川大輔とのユニット「DD」を結成。同年8月にSouth to North Recordsに所属し「DD」としてデビュー。「だいすけ」名の声優5人のユニットDAISUKE!のメンバーでもある。ただし、これら3つのユニット活動は現在は休止状態である。
7人組の男性声優ユニット「謎の新ユニットSTA☆MEN」のメンバーとしては2002年の結成当初からユニット活動を行っていたが、2013年から無期限活動停止中。
2016年6月、サウンドクリエイターirokichi（いろ吉）とROCKバンド「DKHi!」結成し、デビューシングルを発売。
個人名義では2012年3月28日、ビクターエンタテインメントから1stアルバム『BIRTHDAY』で個人名義での歌手活動を開始しオリコンウィークリー初登場19位を記録、6月10日にはファーストライブを原宿・アストロホールで開催することも決定し、そこでファンとメディアに向けてホリプロ入りも報告した。7月にライブ関連の写真集を発売し、8月から10月にかけて東名阪でライブツアーを開催した（名古屋公演は8月26日に開催予定だったが、風疹に罹って約一週間の病気療養中だったために10月27日に延期された）。
2013年10月2日にFlyingDogから3種類のジャケットと収録曲が異なる500円シングルを発売予定、CDは年内までの期間限定生産となる。アルバム発売の時と同様にCDにハイタッチ券を封入し、10月12日にハイタッチ会も開催予定。収録曲の作詞は岸尾が担当している。

## 人物・エピソード
声種はハイバリトン。
胃腸が弱く、食物アレルギー（海老）や花粉症の持病があり、過去にはノロウイルスにかかったり、風疹にかかったことが原因で当初8月に予定されていたライブツアーの名古屋での予定を延期したこと（その間に予定されていた『アニソンぷらす』ナレーションの収録は岩田光央が、当時生放送されていたラジオの『ほぼアドリブっす！』は平川大輔が代行）があり、冬にも気管支炎、胃腸炎、インフルエンザと悪化して1か月ほど寝込んでいたことがある。幼少時代から飛蚊症であったこともTwitterで明かしていた。体力づくりのために自転車を始め、自転車のことを野島裕史に聞いていた。川越市で行なわれた『神様はじめました』のイベントには都内から会場まで自転車で走ってきたことがある。
本人によるとかなりの人見知りで、それをごまかすためによく喋る。
趣味は仕事、自転車。特技はものまねであり、特に森久保祥太郎の声真似をよくしている。

### 共演・交友関係
野沢雅子を尊敬している。
過去に小野大輔が岸尾の個人イベント「だいすけだいさくせん」に映像出演したことがある。小野のアルバム『ひねもす』は小野のデビュー時にだいすけ名声優の一人として岸尾もデビューメッセージをランティス経由で送っており、岸尾が小野に頼んでアルバム曲を岸尾の個人イベントの会場で流していたほど気に入っていた。FF13-2では岸尾は主役の一人のノエル役だったが寿美菜子が演じるもう一人の主役のセラと出会ったばかりのノエルが共に旅をし、セラの婚約者であるスノウとは別行動という設定なのでスノウ役である小野からは別の収録で会った時に「間男」と呼ばれると話している。「だいすけだいさくせん」には普段から交流が深い俳協時代の年上の後輩であるナレーターの新居祐一やインディーズ歌手のあるがまふぃあの有賀俊輔、新居と同じく俳協時代の後輩である北大輔、井口祐一、出先拓也、内匠靖明なども出演している。岸尾の初アルバムの表題曲「BIRTHDAY」のタイアップが決定したのは、新居の仕事先の1つ「ハピはぴ・モーニング〜ハピモ〜」の番組プロデューサーに曲が気に入られたことで決定した経緯がある。
平川大輔、寺島拓篤は過去に「だいすけだいさくせん」に出演したことがある。保志総一朗や寺島とは『モンスターハンター』を共にプレイする仲でもある。前野智昭とは現場等でドラゴンボール好き同士語り合う仲。平川、前野、寺島は岸尾の1stシングルのPVにも出演した。

## 出演
太字はメインキャラクター。

### テレビアニメ
1996年
- 水色時代（宮内冬紀〈みやう〉、級長）
- 花より男子（男子学生C、花沢類の少年時代、道明寺司の少年時代、美作あきらの少年時代）

1998年
- ヴァイスクロイツ（隊員F）
- クレヨンしんちゃん（1998年 - 2017年、青年、係員、直木藤人、木茂野きたろう）

1999年
- KAIKANフレーズ（ミズキ）
- SURF SIDE HIGH-SCHOOL（永島康平）
- ゾイド -ZOIDS-（1999年 - 2000年、バン・フライハイト）
- ∀ガンダム（少年兵）

2000年
- 金田一少年の事件簿（中野宏和、松田武）
- ストレンジドーン（ロッシ、ミロ）
- ドッとKONIちゃん（ロミオ、オムライス伊藤、戦闘員B、強盗B 他）
- ポケットモンスター（2000年 - 2002年、ノボル、サブロウ）

2001年
- 犬夜叉（2001年 - 2009年、村人、白角、小鬼） - 2シリーズ
- ジャングルはいつもハレのちグゥ（ワジ）
- 週刊ストーリーランド 老婆シリーズ「きびしい出席簿」（生徒〈男〉）
- スクライド（男A）
- スターオーシャンEX（チン〈チンピラA〉、デン、青年A）
- Z.O.E Dolores, i（ラリー）
- 爆転シュート ベイブレード（ペドロ）
- 破邪巨星Gダンガイオー（ジュダ）
- ヒカルの碁（伊藤）

2002年
- 王ドロボウJING
- G-onらいだーす（男A）
- テニスの王子様（福士ミチル）
- デュエル・マスターズ（2002年 - 2010年、黒城凶死郎） - 5シリーズ
- ドラえもん（テレビ朝日版第1期）（2002年 - 2005年、映画の男、ナビロボット 他）
- 忍たま乱太郎（重〈初代〉）
- HAPPY★LESSON（2002年 - 2003年、仁歳チトセ） - 2シリーズ
- フォルツァ!ひでまる（ジョー）
- 名探偵コナン（2002年 - 2024年、池間伸朗、国府田純、南北家オー太郎 / 南田孝太郎、山里太志、若井隼人）

2003年
- 明日のナージャ（2003年 - 2004年、トーマス・オブライアン）
- アストロボーイ・鉄腕アトム（ジロ）
- あたしンち（ユズヒコの友達3、男子A、生徒A）
- 宇宙のステルヴィア（ケント・オースチン）
- D.C. 〜ダ・カーポ〜（2003年 - 2013年、杉並） - 5シリーズ
- マーメイドメロディー ぴちぴちピッチ（2003年 - 2004年、堂本海斗、ガイト、太刀四郎） - 2シリーズ
- 無限戦記ポトリス（マルチココパ、トルーパーB、部下B、ダン、民兵たち）
- ロックマンエグゼ シリーズ（2003年 - 2005年、トモハル、ジャイロマン）　- 2シリーズ

2004年
- アズサ、お手伝いします!（花島わたる）
- スクールランブル（2004年 - 2006年、今鳥恭介） - 2シリーズ
- ゾイドフューザーズ（ドグ）
- トランスフォーマー スーパーリンク（キッカー）
- B-伝説! バトルビーダマン （2004年 - 2005年、炎呪） - 2シリーズ
- φなる・あぷろーち（水原涼）
- ふたりはプリキュア（2004年 - 2006年、藤村省吾〈藤P先輩〉） - 2シリーズ
- ブラック・ジャック（ビッグマスク）
- ポケットモンスター アドバンスジェネレーション（2004年 - 2005年、サトル、キョウタロウ）
- ボボボーボ・ボーボボ（2004年 - 2005年、Uくん、破天荒、ポン太郎、不死鳥フェニファルコ、チューの助 他）

2005年
- IZUMO -猛き剣の閃記-（カグツチ）
- 奥さまは魔法少女（神楽巽）
- かりん（親衛隊A）
- ガイキング LEGEND OF DAIKU-MARYU（2005年 - 2006年、ノーザ、フランクリン）
- ガンパレード・オーケストラ（牧原倖）
- CLUSTER EDGE（フォン・アイナ・サルファー）
- はっぴぃセブン 〜ざ・テレビまんが〜（浩二）
- ブラック・ジャック（ビッグマスク）
- BLEACH（2005年 - 2007年、火無菊、ルピ・アンテノール）
- マシュマロ通信（マイク）

2006年
- 神様家族（神山佐間太郎）
- 金色のコルダ（2006年 - 2009年、柚木梓馬） - 2シリーズ
- 地獄少女 二籠（高田啓）
- タマ&フレンズ 探せ!魔法のプニプニストーン（ポチ）
- 出ましたっ!パワパフガールズZ（タカアキ〈モンスター〉）
- ときめきメモリアル Only Love（薬研粒一）
- 貧乏姉妹物語（一ノ倉正男）
- 夜明け前より瑠璃色な 〜Crescent Love〜（鷹見沢仁）
- ONE PIECE（2006年 - 2024年、アイスバーグ〈少年時代〉、ヴィト、傳ジロー / 狂死郎、ウシアーノ）

2007年
- AYAKASHI（久坂悠）
- おおきく振りかぶって（宮川、葵、涼）
- 電脳コイル（4423 / 信彦）
- ドージンワーク（星龍一郎）
- 祝!(ハピ☆ラキ)ビックリマン（シュン助、大目魂、反省四天王）
- ひとひら（西田甲斐）
- ヒロイック・エイジ（メレアグロス）

2008年
- 一騎当千 Great Guardians（袁胤）
- ヴァンパイア騎士（玖蘭枢） - 2シリーズ
- GUNSLINGER GIRL -IL TEATRINO-（ピノッキオ）
- ゲゲゲの鬼太郎（第5作）（2008年 - 2009年、シンジ、ポ、火車）
- 純情ロマンチカ（2008年 - 2015年、高槻忍） - 3シリーズ
- TYTANIA -タイタニア-（ジュスラン・タイタニア）
- D.Gray-man（ハワード・リンク）
- BLUE DRAGON 天界の七竜（クレスタ）
- ロザリオとバンパイア（青野月音） - 2シリーズ

2009年
- あたしンち（魚売り）
- 空中ブランコ（福本）
- クロスゲーム（千田圭一郎）
- グイン・サーガ（フレイ）
- 極上!!めちゃモテ委員長（2009年 - 2010年、上川準、リュウジ） - 2シリーズ
- 07-GHOST（コナツ＝ウォーレン）
- タユタマ -Kiss on my Deity-（応龍）
- テガミバチ（2009年 - 2010年、ザジ） - 2シリーズ
- とある魔術の禁書目録（2009年 - 2019年、海原光貴 / エツァリ） - 3シリーズ
- ドラえもん（テレビ朝日版第2期）（メカ次郎、チャンスメーカー）
- ドラゴンボール改（2009年 - 2011年、ジース、司会者）
- バトルスピリッツ 少年突破バシン（セブン先輩〈Gセブン、ナンバー7〉）
- FAIRY TAIL（2009年 - 2024年、ロキ《レオ》、トビー、スコーピオン） - 4シリーズ
- ヤッターマン（セイン・デ・メダチ）
- 夢色パティシエール（2009年 - 2010年、アンリ・リュカス） - 2シリーズ
- ライブオン CARDLIVER 翔（山賀裂）

2010年
- 怪談レストラン（フジタ）
- ご姉弟物語（男性店員）
- 戦う司書 The Book of Bantorra（ダルトム）
- 探偵オペラ ミルキィホームズ（2010年 - 2018年、トゥエンティ / 二十里海） - 4シリーズ + 特別編4作品
- デジモンクロスウォーズ（2010年 - 2012年、剣ゼンジロウ、ブラストモン、バアルモン / ベルゼブモン、メイルバードラモン 他） - 3シリーズ
- デュラララ!!（2010年 - 2016年、平和島幽） - 4シリーズ
- 殿といっしょ シリーズ（2010年 - 2011年、真田信幸） - 2シリーズ

2011年
- アスタロッテのおもちゃ!（虫）
- お兄ちゃんのことなんかぜんぜん好きじゃないんだからねっ!!（受A）
- 銀魂'（中崎）
- ぬらりひょんの孫 千年魔京（イタク）
- HUNTER×HUNTER（第2作）（ハンゾー）
- ファイ・ブレイン 神のパズル（2011年 - 2013年、相沢ユウイチ） - 3シリーズ
- べるぜバブ（夏目慎太郎）
- Rio RainbowGate!（カルロス）

2012年
- アイカツ!（ヒロ）
- エリアの騎士（レオナルド・シルバ〈少年時代〉）
- 神様はじめました（2012年 - 2015年、鞍馬） - 2シリーズ
- クロスファイト ビーダマンeS（2012年 - 2013年、レイドラ）
- これはゾンビですか? オブ・ザ・デッド（栗須〈教師〉）
- 超訳百人一首 うた恋い。（藤原公任）
- バトルスピリッツ 覇王（レナード）
- 氷菓（田山（奇術部部長））
- ROBOTICS;NOTES（怒涛ゲンキ）

2013年
- サムライフラメンコ（デルタホース）
- ガリレイドンナ（弁護士）
- スパロウズホテル（御園くん）
- DD北斗の拳（2013年 - 2015年、レイ、ヒョウ） - 2シリーズ
- ブラッドラッド（ゴイル）
- メガネブ!（高橋マクシミリアン）
- 弱虫ペダル（2013年 - 2023年、手嶋純太） - 5シリーズ

2014年
- いなり、こんこん、恋いろは。（マッチョ男）
- カードファイト!! ヴァンガードG（2014年 - 2018年、ハイメ・アルカラス） - 5シリーズ
- 金色のコルダ Blue♪Sky（水嶋新）
- 少年ハリウッド シリーズ（2014年 - 2015年、伊達竜之介） - 2シリーズ
- ジョジョの奇妙な冒険 スターダストクルセイダース（鋼入りのダン）
- ちびまる子ちゃん（シン）
- ディスク・ウォーズ:アベンジャーズ（バッキー）
- DRAMAtical Murder（高橋）
- 曇天に笑う（曇景光)
- 蟲師 続章（イサザ）
- ワールドトリガー（2014年 - 2022年、米屋陽介） - 3シリーズ

2015年
- DIABOLIK LOVERS MORE,BLOOD（無神アズサ）
- 枕男子（千切夜長）

2016年
- 怪盗ジョーカー（プレジデントD） - 2シリーズ
- 少年アシベ GO! GO! ゴマちゃん（多田勘太〈スガオの先生〉、アシベのじいちゃん、王さん、ユミコのパパ、ゴロー）
- タイガーマスクW（2016年 - 2017年、若松龍 / ドラゴンヤング）
- タイムトラベル少女〜マリ・ワカと8人の科学者たち〜（ハンフリー・デービー）
- ダンガンロンパ3 -The End of 希望ヶ峰学園- 絶望編 / 希望編（九頭龍冬彦 ）
- テイルズ オブ ゼスティリア ザ クロス（ロクロウ・ランゲツ）
- ドラゴンボール超（2016年 - 2018年、キャベ、ニグリッシ、リキール、メチオープ、ボラレータ 、ミュール）
- ナンバカ（エルフ）
- B-PROJECT シリーズ（2016年 - 2023年、是国竜持） - 3シリーズ

2017年
- 信長の忍び（2017年 - 2018年、朝倉義景） - 3シリーズ
- 潔癖男子!青山くん（多田光）
- ナナマル サンバツ（花房ミノル）
- 異世界はスマートフォンとともに。（2017年 - 2023年、内藤正豊） - 2シリーズ
- デュエル・マスターズ（黒城凶死郎）

2018年
- サンリオ男子（町田大和）
- 伊藤潤二『コレクション』（岩崎）
- ハクメイとミコチ（ウカイ）
- 3D彼女 リアルガール（シュン）
- 東京喰種トーキョーグール シリーズ（旧多二福） - 2シリーズ
- ポチっと発明 ピカちんキット（2018年 - 2020年、アンブレラ、御影ハック）
- 逆転裁判 〜その「真実」、異議あり!〜（諸平野貴雅）
- イナズマイレブン オリオンの刻印（サタン・ゴール）

2019年
- ゲゲゲの鬼太郎（第6作）（晃一）
- ゾイドワイルド ZERO（2019年 - 2020年、リュック隊長）
- 歌舞伎町シャーロック（2019年 - 2020年、グレゴリー・レストレイド警部）

2020年
- 神之塔 -Tower of God-（2020年 - 2024年、ユハン） - 2シリーズ
- ド級編隊エグゼロス（ルンバ、ルンバチャチャ）
- ぐらぶるっ!（ウィル）

2021年
- 天地創造デザイン部（金森）
- 怪物事変（夜野）
- シャドーハウス（ライアン）
- デュエル・マスターズ キング!（黒城凶死郎）
- マジカパーティ（2021年 - 2022年、ペガサイダー）

2022年
- 史上最強の大魔王、村人Aに転生する（ヴァイス）
- ラブオールプレー（一色大翔）
- ニンジャラ（ツキカゲ）
- デジモンゴーストゲーム（ベツモン〈偽ガンマモン〉）
- 宇崎ちゃんは遊びたい!ω（川上）
- 聖剣伝説 Legend of Mana -The Teardrop Crystal-（ワッツ）

2023年
- 文豪ストレイドッグス（秘書）
- 逃走中 グレートミッション（2023年 - 2025年、ペンタ・バッカーナ、進心丸奨）
- 彼女が公爵邸に行った理由（フレンチ・ブルックス）
- 僕とロボコ（JDP）
- Fate/strange Fake（2023年 - 2024年、コーバック・アルカトラス） - 2シリーズ
- BLEACH 千年血戦篇-訣別譚-（ルピ・アンテノール）
- SPY×FAMILY（〈赤いサーカス〉残党）

2024年
- 佐々木とピーちゃん（マクシミリアン）
- リンカイ!（那古屋ジョウ、那古屋コウ）
- ダンジョン飯（リシオン）
- ハイガクラ（李鉄拐）
- 魔王様、リトライ!R（ユートピア）

2025年
- まったく最近の探偵ときたら（宮野シゲル）
- 桃源暗鬼（桃宮唾切）

### 劇場アニメ
1990年代
- 花より男子（1997年、公園の男）

2000年代
- 機動戦士ガンダム 特別版（2000年、ジオン公国群衆、ジョブ・ジョン、ジオング整備士） - 3部作
- シックス・エンジェルズ（2002年、少年）
- Piaキャロットへようこそ!! -さやかの恋物語-（2002年、木ノ下昇）
- 新暗行御史（2004年、夢龍）
- ハードル 真実と勇気の間で（2004年、有沢麗音）
- 映画 ふたりはプリキュア Max Heart / Max Heart 2 雪空のともだち（2005年、藤村省吾〈藤P〉、希望の園の王子） - 2作品
- ロックマンエグゼ 光と闇の遺産（2005年、ジャイロマン）
- 劇場版 NARUTO -ナルト- 疾風伝（2007年、ススキ）
- HELLS ANGELS（2008年、九頭龍）
- 劇場版デュエル・マスターズ 黒月の神帝（2009年、黒城凶死郎）

2010年代
- 映画ドラえもん のび太の人魚大海戦（2010年、兵士）
- 名探偵コナン 異次元の狙撃手（2014年、警官）
- 劇場版 弱虫ペダル（2015年、手嶋純太）
- 劇場版 探偵オペラ ミルキィホームズ〜逆襲のミルキィホームズ〜（2016年、トゥエンティ / 二十里海）
- 劇場版 FAIRY TAIL -DRAGON CRY-（2017年、スコーピオン）

### OVA
1999年
- てなもんやボイジャーズ（警官B）
- 同級生2 Special 卒業生（三四郎）

2001年
- アンジェリーク 〜白い翼のメモワール〜（男）
- HAPPY★LESSON（仁歳チトセ）
- ぷにぷに☆ぽえみぃ（エイリアン）

2002年
- ジャングルはいつもハレのちグゥシリーズ（2002年 - 2004年、ワジ） - 2シリーズ

2003年
- 新・北斗の拳（少年期のセイジ）
- ふたりのジョー（赤嶺丈）

2004年
- 低俗霊DAYDREAM（藤原充）

2005年
- GUNDAM EVOLVE../13 RMS-108 MARASAI（通信音声）
- アンパンマンとはじめよう! 勇気りんりん! おゆうぎしようね（コン太）
- 学校の怪談（ジンタ、トー・テム・ポール）
- スクールランブル 一学期補習 / 三学期（2005年 - 2008年、今鳥恭介）

2006年
- Angel's Feather（青木直人）
- CLUSTER EDGE Secret Episode（フォン・アイナ・サルファー）
- Memories Off #5 とぎれたフィルム THE ANIMATION（小津修司）

2007年
- 真救世主伝説 北斗の拳 ユリア伝（少年期のジャギ）

2008年
- D.C.if 〜ダ・カーポ イフ〜（杉並）
- デトロイト・メタル・シティ（根岸崇一）
- やなせたかしメルヘン劇場 ルルン・ナンダーのほし（ロン）

2009年
- 獄・さよなら絶望先生 下（ネガティ部員C）※『さよなら絶望先生』第16集DVD付き初回限定版
- 生徒会長に忠告（近藤）
- TMエースおまけ劇場 アーネンエルベへようこそ！-Fate/wondering journey-（ケータイさん）※TYPE-MOONエース Vol.4 付録
- トリコ（小松）

2010年
- ONE PIECE FILM STRONG WORLD EPISODE:0（アイスバーグ〈少年時代〉）

2011年
- アスタロッテのおもちゃ! EX（アトリ・レギンハルト）
- T.P.さくら 時空樹防衛戦（杉並）
- VitaminX Addiction（風門寺悟郎）
- FAIRY TAIL 〜妖精学園 ヤンキー君とヤンキーちゃん〜（ロキ）

2012年
- カーニバル・ファンタズム Special season（ケータイさん）
- 純情ロマンチカ（高槻忍）※コミックス第16巻プレミアムアニメDVD付き限定版
- 華ヤカ哉、我ガ一族 キネトグラフ（宮ノ杜博）

2013年
- 神様はじめました（鞍馬）※コミックス16巻オリジナルアニメDVD付初回限定版
- 超訳百人一首 うた恋い。（藤原公任）※BD&DVD第6巻映像特典ショートアニメ
- リトルバスターズ!（マッド鈴木）※全巻購入特典

2015年
- DIABOLIK LOVERS（無神アズサ）※PlayStation Vita専用ソフト 「DIABOLIK LOVERS DARK FATE」 アニメイト限定セット特典

2020年
- ド級編隊エグゼロス（ルンバチャチャ） - コミックス第11巻アニメBD同梱版

### Webアニメ
- Starry☆Sky（2010年、陽日直獅）
- 中間戦士 Mr.中（2010年、Mr.中）
- 美少女戦士セーラームーンCrystal（2014年、ジェダイト[94]）
- スーパードラゴンボールヒーローズ プロモーションアニメ（2019年、キャベ）
- 機甲英雄 機鬥勇者 日本語版（2019年、艾倫[95]）
- ケンガンアシュラ（2019年 - 2023年、ラルマー13世） - 2シリーズ[一覧 37]
- ざしきわらしのタタミちゃん（2020年、イケメンたち[96]）
- 伊藤潤二『マニアック』（2023年、白石晋也[97]）
- 陰陽師（2023年、賀茂保憲[98]）
- Duel Masters LOST 〜月下の死神〜（2024年 - 2025年[初出 8]、黒城凶死郎[99][初出 6]）

### ゲーム
1999年
- 蒼魔灯（アルベルト、マルコ）

2001年
- トゥルーラブストーリー3（久保田実）
- ドキドキプリティリーグ Lovely Star（生徒会長）

2002年
- shinobi（秀真）
- ZOIDS VS. -ゾイド バーサス-（バン・フライハイト）
- ダーククロニクル（ロココ）
- VM JAPAN（セツハ）

2003年
- 金色のコルダ（柚木梓馬）
- Kunoichi -忍-（秀真）
- 式神の城2（玖珂光太郎）
- D.C.P.S. 〜ダ・カーポ〜 プラスシチュエーション（杉並）
- Tenerezza（インディー）
- バテン・カイトス 終わらない翼と失われた海（リュード）
- 魔牙霊 magatama（シナト）
- 遊星からの物体X episodeII（ブレイク）
- リプルのたまご（クラウディ・コーラル）

2004年
- 青い涙（マノ）
- 宇宙のステルヴィア（ケント・オースチン）
- Angel's Feather（青木直人）
- サモンナイト クラフトソード物語2（マグナ、クウヤ）
- ジャック×ダクスター2（エロール）
- マーメイドメロディーぴちぴちピッチ ぴちぴちっとライブスタート!（ガイト）
- テニスの王子様 最強チームを結成せよ!（福士ミチル）
- HARD LUCK（ダグラス）
- フルハウスキス（山本春太）
- ボボボーボ・ボーボボ 爆闘ハジケ大戦（破天荒）
- Monochrome（桐丘大輝）

2005年
- Angel's Feather -黒の残影-（青木直人）
- 喧嘩番長（蜂屋茂、大山田影照）
- 式神の城 七夜月幻想曲（玖珂光太郎）
- スクールランブル 姉さん事件です!（今鳥恭介）
- D.C. Four Seasons 〜ダ・カーポ〜 フォーシーズンズ（杉並）
- ブルーフロウ（ジョーカー）
- ボボボーボ・ボーボボ 脱出!!ハジケ・ロワイヤル（破天荒）
- Memories Off #5 とぎれたフィルム（小津修司）
- ワイルドアームズ ザ フォースデトネイター（サイス・ライバウアー）

2006年
- Another Century's Episode 2（タック・ケプフォード）
- 【eM】-eNCHANT arM-（アツマ）
- ガンパレード・オーケストラ 緑の章 〜狼と彼の少年〜（牧原倖）
- ガンパレード・オーケストラ 青の章 〜光の海から手紙を送ります〜（牧原倖）
- CLUSTER EDGE〜君を待つ未来への証〜（フォン・アイナ・サルファー）
- 幻想水滸伝V（カイル、フワラフワル）
- 仔羊捕獲ケーカク!スイートボーイズライフ（森永翔太）
- 式神の城3（玖珂光太郎）
- スクールランブル二学期 恐怖の（?）夏合宿! 洋館に幽霊現る!? お宝巡って真っ向勝負!!!の巻（今鳥恭介）
- ソニックライダーズ（ジェット・ザ・ホーク）
- パレドゥレーヌ（ディトリッシュ）
- BLEACH 〜放たれし野望〜（火無菊、虚）
- フルハウスキス2（山本春太）
- ブレイドダンサー 〜千年の約束〜（シェイン・グランツ）
- 水の旋律2 〜緋の記憶〜（式部吉乃）
- ロックマンゼクス（プロメテ）

2007年
- SDガンダム GGENERATION SPIRITS（ジョブ・ジョン〈1st〉、トニー・ジーン）
- ENCHANT ARM（アツマ）
- 俺の下でAGAKE（ネピリム）
- 金色のコルダ2（柚木梓馬）
- 金色のコルダ2 アンコール（柚木梓馬）
- 禁断★放課後の恋人（野々原陸）
- 喧嘩番長2 フルスロットル（武田トモヤ、大山田影照）
- サモンナイト ツインエイジ 〜精霊たちの共鳴〜（ミルサート、カウィー）
- 少年陰陽師 翼よいま、天（そら）に還れ（翻羽）
- スーパーロボット大戦OG ORIGINAL GENERATIONS（C軍兵）
- スーパーロボット大戦OG外伝（C軍兵）
- テニスの王子様 CARD HUNTER（福士ミチル）
- DEAR My SUN!!〜ムスコ★育成★狂騒曲〜（辰波悟）
- とらぶるふぉうちゅんCOMPANY☆はぴCURE（九瀬道純）
- はかれなはーと 〜誰がために君がある?〜（姫宮七星）
- はかれなはーと 〜君がために輝きを〜（姫宮七星）
- パレドゥロワイアル（ディトリッシュ）
- VitaminX（風門寺悟郎）
- BLEACH 〜ヒート・ザ・ソウル4〜（ルピ）
- BLEACH 〜ブレイド・バトラーズ 2nd〜（ルピ）
- フルハウスキス2 〜恋愛迷宮〜（山本春太）
- 星色のおくりもの（鳴滝誠悟）
- マナケミア 〜学園の錬金術士たち〜（ロクシス・ローゼンクライツ）
- Memories Off #5 encore（小津修司）
- ルミナスアーク（ニコラ）
- ロックマンゼクス アドベント（プロメテ）

2008年
- イナズマイレブン（佐久間次郎）
- クリムゾン・エンパイア〜Circumstance to serve a noble〜（ロナウス＝エッカート）
- 幻想水滸伝ティアクライス（ロベルト、ローガン）
- 純情ロマンチカ 〜恋のドキドキ大作戦〜（高槻忍）
- ソウルキャリバーIV（キャラクタークリエイションボイス A）
- ソニックライダーズ シューティングスターストーリー（ジェット・ザ・ホーク）
- D.C.II P.S. 〜ダ・カーポII〜 プラスシチュエーション（杉並）
- 男子寮ヒミツのアイドル（佐倉涼）
- 花宵ロマネスク 愛と哀しみ－それは君のためのアリア（橘悠）
- VitaminX Evolution（風門寺悟郎）
- VitaminY（風門寺悟郎）
- BLEACH 〜ソウル・カーニバル〜（ルピ）
- 星色のおくりもの Portable（鳴滝誠悟）
- 無双OROCHI 魔王再臨（太公望）
- Real Rode（ルキア）
- ロザリオとバンパイア 七夕のミス陽海学園（青野月音）

2009年
- Under The Moon 〜クレセント〜（天宮瀬名）
- ヴァンパイア騎士 DS（玖蘭枢）
- L2 Love×Loop（ネム）
- 金色のコルダ2 f（柚木梓馬）
- 金色のコルダ2 f アンコール（柚木梓馬）
- サモンナイトX 〜Tears Crown〜（ノイン・ウォン・セレスティア）
- スターオーシャン4 -THE LAST HOPE-（エッジ / エッジ・マーベリック）
- Starry☆Sky 〜in Autumn〜（陽日直獅）
- ソウルキャリバー Broken Destiny（オリジナルキャラクター）
- ソニックと暗黒の騎士（ジェット・ザ・ホーク）
- タイムリープ（越前屋久光）
- D.C.I.F. 〜ダ・カーポ〜 イノセントフィナーレ（杉並）
- 桃華月憚 〜光風の陵王〜（守東桃香）
- ドラゴンボール レイジングブラスト（ジース）
- バトルスピリッツ 輝石の覇者（ギャラクシーセヴン）
- VitaminZ（風門寺悟郎）
- BLEACH 〜ヒート・ザ・ソウル6〜（ルピ）
- マリオ&ソニック AT バンクーバーオリンピック（ジェット・ザ・ホーク）
- 無双OROCHI Z（太公望）
- リーナのアトリエ 〜シュトラールの錬金術士〜（リュオン・フォルク）

2010年
- 維新恋華 龍馬外伝（伊藤俊輔）
- カエル畑DEつかまえて☆彡（空閑正臣）
- カエル畑DEつかまえて ポータブル（空閑正臣）
- カエル畑DEつかまえて・夏 千木良参戦!（空閑正臣）
- 金色のコルダ3（水嶋新）
- 恋人は専属SP（広末そら）
- 三国恋戦記〜オトメの兵法!〜（早安）
- スーパーストリートファイターIV（コーディー）
- スターオーシャン4 -THE LAST HOPE- INTERNATIONAL（エッジ / エッジ・マーベリック）
- Starry☆Sky 〜in Autumn〜 Portable（陽日直獅）
- 絶対迷宮グリム 〜七つの鍵と楽園の乙女〜（蛙の王子）
- ソニック フリーライダーズ（ジェット・ザ・ホーク）
- D.C.I&II P.S.P 〜ダ・カーポI&II〜 プラスシチュエーション ポータブル（杉並）
- TAKUYO Mix Box 〜ファーストアニバーサリー〜（空閑正臣）
- 堕天使の甘い誘惑×快感フレーズ（桐生敦郎）
- Tartaros-タルタロス-（エグリート、アルポンス）
- 探偵オペラ ミルキィホームズ（トゥエンティ / 二十里海）
- テイルズ オブ グレイセス エフ（セーガン）
- デジモンクロスウォーズ 超デジカ大戦（ブラストモン）
- 東京鬼祓師 鴉乃杜學園奇譚（蒲生道佳）
- ドラゴンボール タッグバーサス（ジース）
- ドラゴンボール レイジングブラスト2（ジース）
- 華ヤカ哉、我ガ一族（宮ノ杜博）
- VitaminX Evolution Plus（風門寺悟郎）
- VitaminZ Revolution（風門寺悟郎）
- FAIRY TAIL PORTABLE GUILD（ロキ）
- 大和彼氏（一宮礼央）
- Real Rode PORTABLE（ルキア）

2011年
- いざ、出陣!恋戦（伊達政宗）
- カエル畑DEつかまえて・夏 千木良参戦! ぽーたぶる（空閑正臣）
- 学園特救ホトケンサー（オモイコンダラー）
- ガチンコヒーローズ（ベントレー）
- グランナイツヒストリー（レオン王）
- KEITAI☆ガーディアン（ダレン・ノーシール）
- 月華繚乱ROMANCE（西園寺芹）
- 真・三國無双6（司馬昭）
- 真・三國無双6 猛将伝（司馬昭）
- Starry☆Sky 〜After Autumn〜（陽日直獅）
- スライ・クーパー コレクション（ベントレー）
- 絶対迷宮グリム・ディレクターズカット版 〜七つの鍵と楽園の乙女〜（蛙の王子）
- 探偵オペラ ミルキィホームズ 1.5
- T.P.さくら 〜タイムパラディンさくら〜（杉並）
- トイ・ウォーズ（葉霧祐介、ヤマトB）
- ドラゴンボール アルティメットブラスト（ジース）
- ドラゴンボール改 アルティメット武闘伝（ジース）
- ぬらりひょんの孫 百鬼繚乱大戦（イタク）
- 華ヤカ哉、我ガ一族 キネマモザイク（宮ノ杜博）
- BEYOND THE FUTURE - FIX THE TIME ARROWS -（ニコ・ヴェルヴェット・ナイン）
- ファイナルファンタジーXIII-2（ノエル・クライス）
- Princess Frontier Portable（ジン・トロットステイン）
- 無双OROCHI 2（司馬昭、太公望）

2012年
- Kinect ラッシュ: ディズニー/ピクサー アドベンチャー（レミー）
- グリム・ザ・バウンティハンター（ラプンツェル＝ド＝トゥルム）
- 恋戦隊 LOVE&PEACE（神谷桃子〈バタフライ仮面〉）
- 真・三國無双 VS（司馬昭）
- 真・三國無双6 Empires（司馬昭）
- 真・北斗無双（バット）
- スーパーダンガンロンパ2 さよなら絶望学園（九頭龍冬彦）
- ストリートファイター X 鉄拳（コーディー）
- Solomon's Ring 〜火の章〜（グラシャス）
- D.C.III 〜ダ・カーポIII〜（杉並）
- 探偵オペラ ミルキィホームズ 2（トゥエンティ / 二十里海）
- VitaminX Detective B6（風門寺悟郎）
- 百鬼夜行〜怪談ロマンス〜（寒澤流）
- 白虎隊〜志士異聞記〜（伊東又八）
- FAIRY TAIL ゼレフ覚醒（ロキ）
- BLACK WOLVES SAGA -Bloody Nightmare-（エルザ・クリフォード）
- BLACK WOLVES SAGA -Last Hope-（エルザ・クリフォード）
- 無双OROCHI2 Special（司馬昭、太公望）
- 無双OROCHI2 Hyper（司馬昭、太公望）
- リトルウィッチ パルフェ 〜黒猫魔法店物語〜（フェール・ルセット、フィリス王子〈フィリス・フロル・アネシス〉）
- ROBOTICS;NOTES（怒涛ゲンキ）

2013年
- 家政婦さんっ! 〜トキメク☆イケメン男子寮〜（渡辺仁）
- 神様はじめました〜ドキドキあやかし LOVE〜（鞍馬）
- 金色のコルダ3 フルボイス Special（水嶋新）
- Glass Heart Princess:PLATINUM（鷲崎篝）
- 三国恋戦記〜オトメの兵法!〜 思いでがえし（早安）
- 真・三國無双7（司馬昭）
- 真・三國無双7 猛将伝（司馬昭）
- 真・三國無双Online Z（司馬昭）
- スーパーロボット大戦Operation Extend（バン・フライハイト）
- Starry☆Sky 〜After Autumn Portable〜（陽日直獅）
- Starry☆Sky 〜in Autumn〜3D（陽日直獅）
- 青春はじめました!（北御門湯喜彦）
- D.C.III Plus 〜ダ・カーポIII プラス〜（杉並）
- D.C.III R 〜ダ・カーポIII アール〜（杉並）
- ダンガンロンパ1・2 Reload（九頭龍冬彦）
- DIABOLIK LOVERS MORE,BLOOD（無神アズサ）
- Butterfly Lip（一之瀬慧）
- ときめきレストラン☆☆☆（音羽慎之介）
- 華ヤカ哉、我ガ一族 黄昏ポウラスタ（宮ノ杜博）
- VitaminR（赤桐瑛太）
- 百物語〜怪談ロマンス〜（寒澤流）
- プレイステーション オールスター・バトルロイヤル（ベントレー・ワイズタートル）
- 無双OROCHI2 Ultimate（司馬昭、太公望）
- 嫁コレ（鞍馬、水嶋新）
- ライトニング リターンズ ファイナルファンタジーXIII（ノエル・クライス）

2014年
- あやかしごはん（神様）
- ウルトラストリートファイターIV（コーディー）
- 学園ヘヴン2 〜DOUBLE SCRAMBLE!〜（城河清匡）
- 金色のコルダ3 AnotherSky（水嶋新）
  - feat.天音学園
  - feat.至誠館
  - feat.神南

- グランブルーファンタジー（2014年 - 2024年、ウィル、ナタク）
- 里見八犬伝 八珠之記（犬飼現八）
- 里見八犬伝 浜路姫之記（犬飼現八）
- 白猫プロジェクト（シペ・コロ・カムイ）
- 真・三國無双7 Empires（司馬昭）
- DIABOLIK LOVERS VANDEAD CARNIVAL（無神アズサ）
- ドラゴンボールZ BATTLE OF Z（ジース）
- ナナイロ☆プロダクション〜どきどきボイスアクター〜（五十嵐リュウノスケ）
- VitaminX Evolution Plus（風門寺悟郎）
- へし折れ! ケータイさん（ケータイさん）
- 放課後colorful＊step〜うんどうぶ!〜（佐鷺遙）
- 私のホストちゃんS（本郷龍之介）

2015年
- ヴァルプルガの詩（ジーク）
- Vamwolf Cross†（常盤龍之介）
- 英雄伝説 空の軌跡 FC Evolution（エルナン）
- 里見八犬伝 村雨丸之記（犬飼現八）
- 白猫プロジェクト（ソウマ・ホクト・バスクナ）
- Spiral Memoria〜私と出逢う夏〜（南方隼人）
- 第3次スーパーロボット大戦Z 天獄篇（バルビエル・ザ・ニードル / オリオン）
- DIABOLIK LOVERS DARK FATE（無神アズサ）
- DIABOLIK LOVERS MORE,BLOOD LIMITED V EDITION（無神アズサ）
- デジモンストーリー サイバースルゥース（真田アラタ）
- 手錠付き アイドル共同生活!（成瀬斗真）
- デュラララ!! Relay（平和島幽）
- 東京陰陽師 〜天現寺橋怜の場合〜 V Edition（上大崎優）
- ドラゴンボールZ 超究極武闘伝（ジース）
- ドラゴンボール ゼノバース（ジース）
- 華ヤカ哉、我ガ一族 幻燈ノスタルジィ（宮ノ杜博）
- 華ヤカ哉、我ガ一族 モダンノスタルジィ（宮ノ杜博）
- BELIEVER!（マッカーラ）
- PROJECT X ZONE 2:BRAVE NEW WORLD（秀真）
- 夢王国と眠れる100人の王子様（ティーガ）
- 宵夜森ノ姫（ルッツ・ベルトー）
- 弱虫ペダル 明日への高回転（手嶋純太）

2016年
- イース VIII -Lacrimosa of DANA-（キルゴール、オースティン）
- ELCHRONICA（ディック）
- カードファイト!! ヴァンガードG ストライド トゥ ビクトリー!!（ハイメ・アルカラス）
- 鏡界の白雪（混堂優等）
- 金色のコルダ4（水嶋新）
- サモンナイト6 失われた境界たち（マグナ）
- スターオーシャン:アナムネシス（エッジ・マーベリック）
- スーパーロボット大戦OG ムーン・デュエラーズ（ゴモウドッカ・ゴライクンル）
- 7'scarlet（久々利ヤスヒサ）
- ダウト〜嘘つきオトコは誰?〜（樫冬也）
- DIABOLIK LOVERS LUNATIC PARADE（無神アズサ）
- テイルズ オブ ベルセリア（ロクロウ・ランゲツ）
- ドラゴンボール ゼノバース2（ジース）
- ドラゴンボールフュージョンズ（ジース、キャベ）
- ボーイフレンド（仮）（泉愛之丞）
- ヤマトクロニクル創世（スサノオ）

2017年
- DIABOLIK LOVERS LOST EDEN（無神アズサ）
- アイカツ! フォトonステージ!!（ヒロ）
- エアリアルレジェンズ（ドラクシャ・バーゼリオン）
- スターオーシャン4 -THE LAST HOPE- 4K & Full HD Remaster（エッジ / エッジ・マーヴェリック）
- 金色のコルダ2 ff（柚木梓馬）

2018年
- ドラゴンボール ファイターズ（ジース）
- 真・三國無双8（司馬昭）
- 天涯ニ舞ウ、粋ナ花（宮ノ杜博）
- CARAVAN STORIES（ノヴァル）
- ストリートファイターV アーケードエディション（コーディー）
- クイズRPG 魔法使いと黒猫のウィズ（ギャスパー・アルニック）
- 無双OROCHI 3（司馬昭、太公望）
- 東京コンセプション（レン）
- テイルズ オブ ザ レイズ（ロクロウ・ランゲツ）
- モンスターストライク（ジェダイト）

2019年
- リボルバーズエイト（浦島太郎）
- 金色のコルダ オクターヴ（柚木梓馬、水嶋新）
- DIABOLIK LOVERS CHAOS LINEAGE（アズサ）
- スーパードラゴンボールヒーローズ ワールドミッション（ジース、キャベ、リキール）
- D.C.4 〜ダ・カーポ4〜（杉並）
- とある魔術の禁書目録 幻想収束（海原光貴）
- ブレイドエクスロード（ゼイン・ガルディック）
- 新サクラ大戦（朧）
- デュエル・マスターズ プレイス（黒城凶死郎）

2020年
- ドラゴンボールZ カカロット（ジース）
- ペルソナ5 スクランブル ザ ファントム ストライカーズ（夏芽安吾）

2021年
- ジャックジャンヌ（根地黒門）
- D.C.4 Fortunate Departures ～ダ・カーポ4～ フォーチュネイトデパーチャーズ（杉並）
- B-PROJECT 流星*ファンタジア（是国竜持）
- セブンナイツ2（ヘンリー）
- 真・三國無双8 Empires（司馬昭）
- ONE PIECE トレジャークルーズ（ヴィト）
- 金色のコルダ スターライトオーケストラ（三上蒼司）

2022年
- アークナイツ（コロセラム）
- ゼノブレイド3（クリス）
- スターオーシャン6 THE DIVINE FORCE（ルカ・マーベリック）

2023年
- D.C.5 〜ダ・カーポ5〜（杉並）
- ドラゴンボール ザ ブレイカーズ（ジース）
- リスト118（サキ）
- D.C.III P.S. ～ダ・カーポIII プラスストーリー～（杉並）
- 魔女の泉R（ジャスティス）
- STAR OCEAN THE SECOND STORY R（エッジ・マーベリック）

2024年
- D.C.5 Future Link ～ダ・カーポ5～ フューチャーリンク（杉並）
- ドラゴンクエストX 未来への扉とまどろみの少女 オンライン（エドアルド）
- ドラゴンボール Sparking! ZERO（ジース、キャベ）
- 鳴潮（ブラント）

2025年
- BLEACH Rebirth of Souls（ルピ・アンテノール）

#### アダルトゲーム
- 空の森 〜追憶ノ棲ム館〜（2004年、綾瀬川悠里）
- Angel's Feather -琥珀の瞳-（2005年、青木直人）
- 愛と欲望は学園で 〜華麗なる夜の舞踏会〜（2006年、桜沢イオン）
- petit fleur -丘を渡るクリスタルの風-（2006年、ハルカ）
- 比翼は愛薊の彼方へ 〜久遠の想〜（2007年、黄順）
- いじわる My Master（2008年、アインス）
- D.C.III R 〜ダ・カーポIII アール〜 X-rated（2013年、杉並）
- D.C.III P.P. 〜ダ・カーポIII プラチナパートナー〜（2014年、杉並[200]）
- D.C.5 Sweet Happiness ～ダ・カーポ5～スイートハピネス（杉並）

### 吹き替え

#### 担当俳優
ユ・アイン
- アンティーク 〜西洋骨董洋菓子店〜（ヤン・ギボム）
- 王の運命 -歴史を変えた八日間-（思悼世子）
- チャン・オクチョン（イ・スン）
- バーニング 劇場版（ジョンス）

#### 映画
- アイアン・イーグル 4（ピーター）
- アダムス・ファミリー 3（スティーブ）
- アリー/ スター誕生（レズ・ガヴロン〈ラフィ・ガヴロン〉）
- イン・グッド・カンパニー（カーター・デュリア〈トファー・グレイス〉）
- エア★アメリカ（パブロ・ヴェガス）
- オールド・ルーキー
- ガール・ネクスト・ドア（イーライ）
- カニング・キラー/殺戮の沼（ジョジョ）
- 彼女は夢見るドラマクイーン（サム）
- カンニバル!THE MUSICAL（ジョージ・ヌーン）
- GUMBY（プリックル）
- クレイジー / ビューティフル（エディ）
- ザ・スカルズ/髑髏の誓い（サリヴァン）
- サタンクロース（ニッキー〈ダグラス・スミス〉）
- ザ・フラッド（ブラッド・ジェイミソン）
- サンタに化けたヒッチハイカーは、なぜ家をめざすのか？（マーフィー）
- シビラの悪戯（ミッキー〈シャルヴァ・イアシュヴィリ〉）
- SUPER8/スーパーエイト
- SWEET SIXTEEN（ピンボール〈ウィリアム・ルアン〉）
- ゾディアック
- タイムトラベラー きのうから来た恋人（ジェイスン）
- 脱獄者（ジョーイ）
- トルネード  地球崩壊のサイン（ミヒャエル）
- ニコルに夢中（デーヴ〈マーク・ウェバー〉）
- ハイスクール・ミュージカルシリーズ（ジーク・ベイラー〈クリス・ウォーレン・Jr〉）
  - ハイスクール・ミュージカル
  - ハイスクール・ミュージカル2
  - ハイスクール・ミュージカル ザ・ムービー
- 白蛇伝説（能忍〈ウェン・ジャン〉）
- ハリー・ポッターとアズカバンの囚人（スタン・シャンパイク〈リー・イングルビー〉）
- ビッグ・ライアー（ブレット・キャロウェイ〈タラン・キラム〉）
- PLANET OF THE APES/猿の惑星（バーン）※日本テレビ版
- ヘンゼルとグレーテル（カラス）
- ヘレンとフランクと18人の子供たち（ディラン）
- ベスト・キッド（ビリー）
- ぼくの神さま（ロバール）
- マイ・フレンド・メモリー（マックス・ケイン〈エルデン・ヘンソン〉）
- モンスター・ハント（ソウ・テンイン）
- U・ボート（ウルマン〈マルティン・マイ〉）
- ライディング・ザ・ブレッド（アラン・パーカー）
- 臨死（ピート〈クリス・マークエット〉）

#### ドラマ
- アウトランダー（アレクサンダー・ランダル）
- アメリカン・クライム・ストーリー/ヴェルサーチ暗殺（アンドリュー・クナナン〈ダレン・クリス〉）
- 宇宙船レッド・ドワーフ号シーズン12（アドルフ・ヒトラー〈ライアン・ゲイジ〉）
- エド〜人生のスプリット〜（ウォーレン・チェズリック）
- ギルモア・ガールズ シーズン4 #74（ブレンドン・ルイス）
- glee/グリー 踊る♪合唱部!? シーズン2 - 3（ブレイン・アンダーソン〈ダレン・クリス〉）
- 階伯〔ケベク〕（キョギ）
- コールドケース7 ザ・ファイナル #20（デヴィッド・クイーン）
- CSI:マイアミ7 #12（ダグ・ベンソン）
- スーパーナチュラル シーズン1 #17（クレイグ）
- セレブの誕生（チェ・ソクボン〈チ・ヒョヌ〉）
- 特捜チーム レベル9（ジョーガン）
- 不良<ヤンキー＞ですね（ワン・ダートン〈ジロー〉）
- フリークス学園（ビル・ハバーチャック〈マーティン・スター〉）
- ボーイ・ミーツ・ワールド（ジェイスン）
- マイ・スウィート・ソウル（ユン・テオ）
- ミュータントX シーズン1 #3（ダニエル）
- ライフ with デレク（デレク・ヴェントゥーリ〈マイケル・シーター〉）
  - バケーション with デレク（デレク・ヴェントゥーリ〈マイケル・シーター〉）

#### アニメ
- レンとスティンピー（1998年、蟹の子供）
- ロッコーのモダンライフ（1998年、レオン）
- サウスパーク（2001年、ポケット）
- バーバリアン・デイブ（2004年、デイブ）
- レミーのおいしいレストラン（2007年、レミー〈声：パットン・オズワルト〉）
- トランスフォーマーシリーズ
  - トランスフォーマー アニメイテッド（2007年、バンブルビー[202]）
  - トランスフォーマー アドベンチャー（2015年、クイルファイア）

### デジタルコミック
- VOMIC 裸足でバラを踏め（2008年、伊集院望）
- VOMIC 桜姫華伝（2009年、青葉）
- VOMIC トリコ（2009年、小松）
- ニコニコ動画 僕と少女と宇宙船（2009年、ルネ・シモンズ）
- VOMIC 終わりのセラフ（2013年、百夜ミカエラ）[203]
- Manga 2.5 はぢがーる（2013年、島村）
- ENSOKU STORE まだ、生きてる…（2015年、岡田正夫）
- ドラドラプラス 顔に出ない柏田さんと顔に出る太田君（2020年、太田君[204]）

### オーディオブック
- kikubon タイタニア
  - 1.疾風篇（2015年、朗読）
  - 2.暴風篇（2015年、朗読）
  - 3.旋風篇（2016年、朗読）
  - 4.烈風篇（2016年、朗読）
  - 5.凄風篇（2018年、朗読）
- audiobook.jp スマホを落としただけなのに 囚われの殺人鬼（2020年、桐野良一）

### 特撮
- 未来戦隊タイムレンジャー（2000年、ドーバの声）
- 爆竜戦隊アバレンジャー（2003年、爆竜ディメノコドンの声）
- 爆竜戦隊アバレンジャー DELUXE アバレサマーはキンキン中!（2003年、爆竜ディメノコドンの声）
- 爆竜戦隊アバレンジャースーパービデオ オール爆竜爆笑バトル（2003年、爆竜ディノメコドンの声）
- 超星艦隊セイザーX（2005年、風将軍サイクリードの声）
- 劇場版 超星艦隊セイザーX 戦え!星の戦士たち（2005年、風将軍サイクリードの声）
- 特命戦隊ゴーバスターズ（2012年、ケンタテロイド〈ケン〉の声[205]）
- 快盗戦隊ルパンレンジャーVS警察戦隊パトレンジャー（2018年、ドリューン・サンプの声[206]）

### 人形劇
- シャーロック ホームズ（2014年、NHK）（レストレード・スタンフォード・スタンガスン）

### テレビ番組
※はインターネット配信。
- 謎の新ユニットSTA☆MENアワー 大自然リフレッシュ!地獄の超人決定戦（日テレプラス、2006年5月7日、2006年5月28日）
- AT-X学園（AT-X学園（司会）、2006年4月23日（第94回） - 2008年9月21日（第152回））
- 番宣部長（AT-X、フィラー番組、2010年11月度MC）
- ツキイチマン（2016年11月7日 - 2018年4月9日、ニコニコ生放送※）[207]
- 笑アニさまがやってくる!（2018年7月16日、NHK総合）

### 映像商品
- オトメイトパーティー♪2011
- 金色のコルダ シリーズ
  - 金色のコルダ 〜primavera〜
  - 金色のコルダ 〜primavera 2〜
  - 金色のコルダ 〜primavera 3〜 grand finale
- 真・三國無双 声優乱舞 2011秋
- セイント・ビースト Others プルミエール パーティ
- テニプリフェスタ2011 in 武道館 -心・技・体- （心公演のみ出演）
- DROPS LIVE TOUR 2004 “センセイ!DROPSはおやつに入りますか!?ツアー”
- 「刻の男組」PRESENTS「TARO FESTIVAL 2011」
- 謎の新ユニットSTA☆MENアワー シリーズ
  - 謎の新ユニットSTA☆MENアワー ぶっちゃけつるっとなるはや
  - 謎の新ユニットSTA☆MENアワー 大自然リフレッシュ!地獄の超人決定戦
  - 謎の新ユニットSTA☆MENアワー ソリマチ
  - 謎の新ユニットSTA☆MENアワー（GyaOジョッキー）出演日：2007年9月13日
  - 謎の新ユニットSTA☆MENアワー エガヲ
  - 謎の新ユニットSTA☆MENアワー 大自然リフレッシュ!地獄の超人決定戦（真装版）
  - 謎の新ユニットSTA☆MENアワー スター☆メン極秘会議潜入DVD
  - 謎の新ユニットSTA☆MENアワー 陸!海!空! ぼくらのなつやすみ 〜心の旅〜
  - 謎の新ユニットSTA☆MENアワー 結成10周年記念作品 HITOSHI-仁-〜最後の晩餐〜
- 謎の新ユニットSTA☆MEN結成10周年記念イベント ヘロー!! スター☆メン。シリーズ
  - ヘロスタ。豚ロース味
  - ヘロスタ。つゆだく味
  - ヘロスタ。からくち味
  - ヘロスタ。おおもり味
- ネオロマンスシリーズ
  - ネオロマンス♥アラモード
  - ネオロマンス♥アラモード3
  - ネオロマンス♥フェスタ6・8 - 11
  - ネオロマンス♥フェスタ12
  - ネオロマンス♥ライブ2006 Autumn
  - ネオロマンス♥ライブ2007 Summer
  - ネオロマンス♥ライブ2008 Summer
  - ネオロマンス♥15thアニバーサリー
  - ネオロマンス♥フェスタ 金色のコルダ 〜primo passo〜星奏学院祭
  - ネオロマンス♥フェスタ 金色のコルダ 星奏学院祭2
  - ネオロマンス♥フェスタ 金色のコルダ 星奏学院祭3（ナレーションのみ）
- 俳協 45th ANNIVERSARY 『Party Live!』
- LIVE PASTEL COLLECTION 2006
- VitaminX シリーズ
  - VitaminX いくぜっ!トキメキ☆フルバースト
  - VitaminX いくぜっ!トキメキ☆フルバースト Evolution
  - VitaminXtoZ いくぜっ!究極（ハイパー）★エクスプロージョン
  - VitaminX いくぜっ！極上(ウルトラ)★アディクション
  - VitaminX 修学旅行 in 沖縄!
  - VitaminX いくぜっ!キラメキ★フルバースト 俺たちENDLESSX!!
  - VitaminX B6緊急ミーティング!?
- 百歌SAY!RUN!
- 福山ッスル! 01 - 03
- フルハウスキス シリーズ
  - フルハウスキス 祥慶祭ライブ2006☆
  - フルハウスキス 祥慶フェスティバル2007☆ 〜Rebirth Type pure & Type vicious〜
  - フルハウスキス 祥慶フェスティバル2008☆
- 便利屋 Cat's Hand（冴木温夫）
- 森川智之と檜山修之のおまえらのためだろ! ハモります!ハマります!鱧!!
- 映画「RETURN」（冴木）
- ぬらりひょんの孫 千年魔京の宴
- 藤田麻衣子「STEP」名古屋まつりPRビデオ
- 声宣! Vol.2〜Dii SPORTS〜
- 人狼バトル〜人狼vs騎士〜[208]

### 朗読劇
- 『朗読劇 私の頭の中の消しゴム 5th letter』（2013年6月11日・14日、天王洲 銀河劇場） - 浩介役
- 声のプロフェッショナルが奏でるリーディングシェイクスピア『マクベス』（2020年12月2日・3日、池袋サンシャイン劇場） - バンクォー 役他[209]
- 朗読劇「武士とジェントルマン」(2023年2月1日・2日、池袋サンシャイン劇場） - アンソニー 役[210]
- 朗読劇『ドリアン・グレイの肖像』
- 朗読劇「Nのために」（2023年10月14日、山野ホール） - 野口貴弘 役[211]
- 朗読劇「若きウェルテルの悩み」（2024年5月4日、TOKYO FM HALL）[212]
- 朗読劇「ニュー・ルネッサンス・イン・パリ」（2024年7月28日、博品館劇場）[213]
- SF空想科学朗読劇「宇宙戦争」(2025年1月11日、I'M A SHOW）[214]
- 音楽朗読劇「仮面の男」〜アレクサンドル・デュマ・ペール「ダルタルニャン物語」より〜（2025年3月8日、博品館劇場） - アトス 役 他[215][216]
- 朗読劇「タチヨミ-最終巻-」（2025年6月11日 - 15日、本多劇場）[217]
- 朗読劇 READING WORLD ユネスコ世界記憶遺産 舞鶴への生還「約束の鎮魂歌」（2025年8月2日 - 4日、舞鶴市総合文化会館）[218]
- テンダープロプロデュース 朗読劇「遠き夏の日2025」（2025年8月21日 - 23日〈予定〉、赤坂RED/THEATER）[219][220]
- VISIONARY READING「三島由紀夫レター教室」（2025年10月10日〈予定〉、紀伊國屋ホール） - 山トビ夫 役[221]

### ラジオ
※はインターネット配信。
- ラジオのステルヴィア（2003年 - 2004年、文化放送・ラジオ関西・東海ラジオ）
- テニスの王子様 オン・ザ・レイディオ（2005年ほか、文化放送、マンスリーパーソナリティ）
- 嗚呼、クラスター学園!（2005年 - 2006年、BEAT☆Net Radio!※）
- 今夜はボクがソウルメイト!（2006年、WEBラジオ※）
- 俳協 Party Radio（2006年、BEAT☆Net Radio!※）
- こちら胸キュン乙女（2007年 - 2008年、アニメイトTV※）
- シュガービーンズ放送局（2007年 - 2008年、シュガービーンズWEBラジオ※）
- 純情トライアングル〜いざ、純情に勝負!!〜（2008年、アニメイトTV※）
- どうぞご歓談ください。おい!寺尾（2008年 - 2009年、ニコニコアニメチャンネル※）
- ヴァンパイア騎士 黒主学園放送部（2008年、音泉※）
- ぽにきゅんラジオ（2009年、ポニーキャニオンWEBラジオ※）
- VitaminX RadioFiction（2011年 - 2013年、音泉※）
- 岸尾だいすけのほぼアドリブっす!（2011年 - 2012年、バナフェス!ラジオ※）
- 乙女のための最強ラジオ B's-LOGフェア Folloωくん通信（2011年 - 2012年、アニメイトTV※）
- WEB限定 お咎めラジオ「とがラジ」（2012年、Webラジオ※）
- ZZ:CC presents 岸尾だいすけラジヲ “22時からはご宿泊になります!”（2013年、Ustream※）
- VitaminR Radio Session（2013年 - 2014年、音泉※）
- だいすけ乙女チャンネル（2014年 - 2015年、funラジオ※）
- 神様はじめました◎〜ミカゲ社通信・鞍馬山出張版〜（2015年、HiBiKi Radio Station※・音泉※）
- 新テニスの王子様 オン・ザ・レイディオ（2017年ほか、文化放送、マンスリーパーソナリティ）
- RADIO MIRACLE6（2018年、アニメイトタイムズ※）[222]

### PCソフト
- CBC，Rush Out II !! 〜Viva La Fiesta〜 LIVE CD ダイジェスト版

### オーディオドラマ
- 岸尾だいすけ×3分朗読『異世界での天職は寮母さんでした 〜王太子と楽しむまったりライフ〜』（皇帝 / 2019年）
- 燈の守り人～幻想夜話～（樫野埼灯台 / 2020年[251][252]）

### ナレーション・CM
- ゾイド -ZOIDS- 邪神復活!〜ジェノブレイカー編〜（バン・フライハイト：2000年）
- 人妻温泉（ナレーション：2001年 - 2002年）
- なまあらし LIVESTORM（ナレーション：2002年 - 2004年）
- シブスタ袋とじ（ナレーション：2004年 - 2005年）
- やりにげコージー（ナレーション：2004年 - 2005年）
- 美少女研究所（ナレーション：2005年 - 2006年）
- 萌えの時代 前編・後編（ナレーション：2006年）
- 「みんなのテニス」（TVCM：2006年）
- 「金色のコルダ〜primo passo〜」（TVCM：2006年 - 2007年）
- 「月刊Asuka」（TVCM：2008年3月号）
- 「ヴァンパイア騎士」（TVCM：2008年）
- 「ヴァンパイア騎士 Guilty」（TVCM：2008年）
- サンヨー食品「ポケモンヌードル」（TVCM：2008年）
- Eネ!内「釣りキチ三平」（ナレーション：2009年）
- Xbox 360（TVCM：2009年）
- Xbox 360「スターオーシャン4 -THE LAST HOPE-」（TVCM：2009年）
- 萌えの時代 〜ニッポンを救う心のビジネス〜（ナレーション：2009年）
- はっけん たいけん だいすき! しまじろう「でんしゃくんのいちにち」（でんしゃくんの声（ナレーション：2009年）
- PlayStation 3「スターオーシャン4 -THE LAST HOPE- INTERNATIONAL」（TVCM：2010年）
- ミニカー「VooV（ブーブ）」（TVCM：2010年）
- あにてれ Presents アニソンぷらす+（ナレーション：2013年2月放送分）
- アニマックスアジア Anime Daisukiキャンペーン（本人出演TVCM：2013年7月）
- 燈の守り人 灯台音声ガイド 和歌山県串本町 樫野埼灯台（音声ガイド：2020年[251]）

### その他コンテンツ
- コラム「だいさく幕の内」（声優グランプリ / 2004年2月号 - 2007年1月号）
- パチンコ「特命係長 只野仁」（森脇幸一）
- パチスロ「うる星やつら2」 （諸星あたる）
- パチスロ 探偵歌劇 ミルキィホームズ TD 消えた7と奇跡の歌（トゥエンティ[253]）
- Fキャラオールスターズ大集合 ドラえもん&パーマン 危機一髪!?（密漁団手下）
- ミュージカル「超ミュージカル版ケロロ軍曹 コチョコチョ大作戦であります!」（声の出演（ハチロー）/ 2009年）
- ボイスオーバー「ザ・ベストハウス123」（2008年7月23日、2009年5月13日、2009年5月20日）
- プロモーション映像「神羅万象チョコゼクスファクター」（太陽王子カナト / 2010年）
- 携帯コンテンツ 声グラmobile内グランプリ放送局「どうぞご唱和ください。おい!寺尾」（2008年5月7日 - 2009年3月31日）
- 矢場とんオリジナルアニメ「大須のぶーちゃん」（じいちゃん / 2019年10月 - ）[254]

## ディスコグラフィ

### シングル
|           | 発売日        | タイトル           | 規格品番    | 規格品番   | 規格品番   | オリコン 最高位 |
| 2次元ver. | 発売日        | タイトル           | 2.5次元ver. | 3次元ver.  |            | オリコン 最高位 |
| --------- | ------------- | ------------------ | ----------- | ---------- | ---------- | --------------- |
| 1st       | 2013年10月2日 | 0F〜Love Forever〜 | VTCL-35162  | VTCL-35163 | VTCL-35164 | 14位            |

### アルバム
|     | 発売日        | タイトル | 規格品番   | オリコン最高位 |
| --- | ------------- | -------- | ---------- | -------------- |
| 1st | 2012年3月28日 | BIRTHDAY | VICL-63862 | 19位           |

### タイアップ曲
| 楽曲               | タイアップ                                                                                |
| ------------------ | ----------------------------------------------------------------------------------------- |
| BIRTHDAY           | チバテレビ『ハピはぴ・モーニング〜ハピモ〜』2012年4月度エンディングテーマ                 |
| 0F〜Love Forever〜 | スマートフォン&タブレット用ゲームアプリ『家政婦さんっ!〜トキメク☆イケメン男子寮〜』主題歌 |

### キャラクターソング
| 発売日   | 商品名                                                                       | 歌 | 楽曲                                                                    | 備考                                                             |
| 2015年   | 2015年                                                                       | 2015年 | 2015年                                                                  | 2015年                                                           |
| -------- | ---------------------------------------------------------------------------- | --- | ----------------------------------------------------------------------- | ---------------------------------------------------------------- |
| 09月11日 | 永久パラダイス                                                               | B-PROJECT | 「永久パラダイス」                                                      | 『B-PROJECT』関連曲                                              |
| 11月25日 | 恋セヨ乙女                                                                   | キタコレ | 「恋セヨ乙女」 「Karma」 「永久パラダイス」                             | 『B-PROJECT』関連曲                                              |
| 2016年   |                                                                              | |                                                                         |                                                                  |
| 04月06日 | Mysterious Kiss                                                              | キタコレ | 「Mysterious Kiss」 「Wonderful days」                                  | 『B-PROJECT』関連曲                                              |
| 07月06日 | 鼓動*アンビシャス                                                            | B-PROJECT | 「鼓動*アンビシャス」                                                   | テレビアニメ『B-PROJECT〜鼓動*アンビシャス〜』オープニングテーマ |
| 07月06日 | 鼓動*アンビシャス                                                            | キタコレ | 「明日は、今日より夢見よう」                                            | 『B-PROJECT』関連曲                                              |
| 07月27日 | 星と月のセンテンス                                                           | キタコレ | 「星と月のセンテンス」                                                  | テレビアニメ『B-PROJECT〜鼓動*アンビシャス〜』エンディングテーマ |
| 10月26日 | B-PROJECT〜鼓動*アンビシャス〜 BD・DVD第3巻特典CD                            | 是国竜持（岸尾だいすけ） | 「コアクマGame」                                                        | 『B-PROJECT』関連曲                                              |
| 11月02日 | 夢王国と眠れる100人の王子様 音100シリーズ 〜Vol.1 宝石の国〜                 | ティーガ（岸尾だいすけ）、サイ（蒼井翔太）、リド（赤羽根健治）                                                                                             | 「君のために輝くジュエル」                                              | ゲーム『夢王国と眠れる100人の王子様』関連曲                      |
| 12月21日 | 無敵*デンジャラス                                                            | B-PROJECT | 「無敵*デンジャラス」                                                   | ゲーム『B-PROJECT 無敵*デンジャラス』オープニングテーマ          |
| 12月21日 | 無敵*デンジャラス                                                            | B-PROJECT | 「永久パラダイス」                                                      | 『B-PROJECT』関連曲                                              |
| 2017年   |                                                                              | |                                                                         |                                                                  |
| 03月15日 | ワンダー☆フューチャー                                                        | キタコレ | 「ワンダー☆フューチャー」 「Vivid Scenery」                             | 『B-PROJECT』関連曲                                              |
| 05月24日 | 弱虫ペダル NEW GENERATION キャラクターソングシリーズ Vol.3 手嶋純太&青八木一 | 手嶋純太（岸尾だいすけ）、青八木一（松岡禎丞） | 「Own Way」 「二つの足跡」                                              | テレビアニメ『弱虫ペダル NEW GENERATION』関連曲                  |
| 06月07日 | ボーイフレンド（仮）きらめき☆ノート コンプリートコレクション#03              | charmtista | 「Beautiful Bouquet」                                                   | ゲーム『ボーイフレンド（仮）きらめき☆ノート』関連曲              |
| 07月19日 | S級パラダイス WHITE                                                          | B-PROJECT | 「S級パラダイス」                                                       | 『B-PROJECT』関連曲                                              |
| 07月19日 | S級パラダイス WHITE                                                          | キタコレ | 「時空の螺旋」                                                          | 『B-PROJECT』関連曲                                              |
| 09月27日 | ボーイフレンド（仮）プロジェクト ミュージックアルバム 藤城学園 #01           | 泉愛之丞（岸尾だいすけ） | 「愛ちゃんがキレイにしてあげる❤」                                       | ゲーム『ボーイフレンド（仮）きらめき☆ノート』関連曲              |
| 2018年   |                                                                              | |                                                                         |                                                                  |
| 02月14日 | Carry the Hope                                                               | THE HIGH CADENCE | 「Carry the Hope」                                                      | テレビアニメ『弱虫ペダル GLORY LINE』エンディングテーマ          |
| 02月14日 | Carry the Hope                                                               | 手嶋純太（岸尾だいすけ） | 「Carry the Hope」                                                      | テレビアニメ『弱虫ペダル GLORY LINE』関連曲                      |
| 05月23日 | 弱虫ペダル GLORY LINE BD・DVD第1巻特典CD                                     | 小野田坂道（山下大輝）、今泉俊輔（鳥海浩輔）、鳴子章吉（福島潤）、手嶋純太（岸尾だいすけ）、青八木一（松岡禎丞）、鏑木一差（下野紘）                       | 「総北高校 校歌」                                                       | テレビアニメ『弱虫ペダル GLORY LINE』関連曲                      |
| 07月16日 | クランクイン                                                                 | キタコレ | 「クランクイン」                                                        | 『B-PROJECT』関連曲                                              |
| 07月16日 | クランクイン                                                                 | 是国竜持（岸尾だいすけ） | 「Poison Apple Soiree」                                                 | 『B-PROJECT』関連曲                                              |
| 07月16日 | 快感エブリディ                                                               | B-PROJECT | 「快感エブリディ」 「After all this time」                              | 『B-PROJECT』関連曲                                              |
| 2019年   |                                                                              | |                                                                         |                                                                  |
| 01月30日 | 絶頂*エモーション                                                            | B-PROJECT | 「絶頂*エモーション」                                                   | テレビアニメ『B-PROJECT〜絶頂*エモーション〜』オープニングテーマ |
| 01月30日 | 絶頂*エモーション                                                            | B-PROJECT | 「光と影の時結ぶ」                                                      | テレビアニメ『B-PROJECT〜絶頂*エモーション〜』エンディングテーマ |
| 04月24日 | B-PROJECT〜絶頂*エモーション〜 BD・DVD第2巻特典CD                            | キタコレ | 「光と影の時結ぶ」                                                      | テレビアニメ『B-PROJECT〜絶頂*エモーション〜』エンディングテーマ |
| 04月24日 | B-PROJECT〜絶頂*エモーション〜 BD・DVD第2巻特典CD                            | キタコレ | 「哀愁→セレナーデ」                                                     | テレビアニメ『B-PROJECT〜絶頂*エモーション〜』挿入歌             |
| 06月26日 | B-PROJECT〜絶頂*エモーション〜 BD・DVD第4巻特典CD                            | キタコレ、MooNs | 「Unite Contrast」                                                      | テレビアニメ『B-PROJECT〜絶頂*エモーション〜』挿入歌             |
| 08月28日 | B-PROJECT〜絶頂*エモーション〜 BD・DVD第6巻特典CD                            | B-PROJECT | 「あえて言葉にするなら」                                                | テレビアニメ『B-PROJECT〜絶頂*エモーション〜』挿入歌             |
| 12月11日 | Corazon                                                                      | キタコレ | 「Corazon」 「365Days」                                                 | 『B-PROJECT』関連曲                                              |
| 2020年   |                                                                              | |                                                                         |                                                                  |
| 03月25日 | KING of CASTE〜Bird in the Cage〜                                            | B-PROJECT | 「Who is the King?」                                                    | ドラマCD『KING of CASTE〜Bird in the Cage〜』挿入歌              |
| 03月25日 | KING of CASTE〜Bird in the Cage〜 鳳凰学園高校ver.                           | 鳳凰学園高校 | 「Catharsis」                                                           | ドラマCD『KING of CASTE〜Bird in the Cage〜』挿入歌              |
| 12月02日 | Supernova                                                                    | B-PROJECT | 「Supernova Explosion」                                                 | 『B-PROJECT』関連曲                                              |
| 12月02日 | Supernova 特務部第壱翼竜隊ver.                                               | 特務部第壱翼竜隊 | 「創世Prelude」                                                         | 『B-PROJECT』関連曲                                              |
| 2021年   |                                                                              | |                                                                         |                                                                  |
| 02月03日 | Life is Swingin' Groovin' Show                                               | キタコレ | 「Life is Swingin' Groovin' Show」 「I think I'm in love」              | 『B-PROJECT』関連曲                                              |
| 02月24日 | DESIGNED BY HEAVEN!                                                          | パライソ☆社員スターズ | 「DESIGNED BY HEAVEN!」                                                 | テレビアニメ『天地創造デザイン部』エンディングテーマ             |
| 02月24日 | DESIGNED BY HEAVEN!                                                          | パライソ☆社員スターズ | 「DESIGNED BY HEAVEN!＜Ad-Option Remix＞」                              | テレビアニメ『天地創造デザイン部』関連曲                         |
| 03月26日 | 天地創造デザイン部 オリジナル・サウンドトラック                              | 金森（岸尾だいすけ） | 「私はきれい！」                                                        | テレビアニメ『天地創造デザイン部』挿入歌                         |
| 09月18日 | ジャックジャンヌ VOCAL COLLECTION                                            | 立花希佐（寺崎裕香）、高科更文（近藤孝行）、睦実介（笠間淳）、根地黒門（岸尾だいすけ）、白田美ツ騎（梶原岳人）、織巻寿々（内田雄馬）、世長創司郎（佐藤元） | 「Jack & Jeanne Of Quartz」                                             | ゲーム『ジャックジャンヌ』オープニングテーマ                     |
| 09月18日 | ジャックジャンヌ VOCAL COLLECTION                                            | 立花希佐（寺崎裕香）、高科更文（近藤孝行）、睦実介（笠間淳）、根地黒門（岸尾だいすけ）、白田美ツ騎（梶原岳人）、織巻寿々（内田雄馬）、世長創司郎（佐藤元） | 「Fortune color is crystal!」 「なかつくにのキルツェ」 「Quartz Anima」 | ゲーム『ジャックジャンヌ』挿入歌                                 |
| 09月18日 | ジャックジャンヌ VOCAL COLLECTION                                            | 立花希佐（寺崎裕香）、根地黒門（岸尾だいすけ）、白田美ツ騎（梶原岳人）、織巻寿々（内田雄馬）                                                               | 「我らグレートガリオン」                                                | ゲーム『ジャックジャンヌ』挿入歌                                 |
| 09月18日 | ジャックジャンヌ VOCAL COLLECTION                                            | 高科更文（近藤孝行）、睦実介（笠間淳）、根地黒門（岸尾だいすけ）、白田美ツ騎（梶原岳人）、織巻寿々（内田雄馬）                                             | 「!!!ゴーストパーティー!!!」                                            | ゲーム『ジャックジャンヌ』挿入歌                                 |
| 09月18日 | ジャックジャンヌ VOCAL COLLECTION                                            | 睦実介（笠間淳）、根地黒門（岸尾だいすけ） | 「懺悔室で激しく懺悔」                                                  | ゲーム『ジャックジャンヌ』挿入歌                                 |
| 09月18日 | ジャックジャンヌ VOCAL COLLECTION                                            | 立花希佐（寺崎裕香）、高科更文（近藤孝行）、睦実介（笠間淳）、根地黒門（岸尾だいすけ）、白田美ツ騎（梶原岳人）、織巻寿々（内田雄馬）、世長創司郎（佐藤元） | 「風が吹いたんだ」                                                      | ゲーム『ジャックジャンヌ』エンディングテーマ                     |
| 09月18日 | ジャックジャンヌ VOCAL COLLECTION                                            | 立花希佐（寺崎裕香）、根地黒門（岸尾だいすけ） | 「風が吹いたんだ」                                                      | ゲーム『ジャックジャンヌ』エンディングテーマ                     |
| 10月27日 | 流星*ファンタジア                                                            | B-PROJECT | 「流星*ファンタジア」 「Blue period」 「Seize your light」              | ゲーム『B-PROJECT 流星*ファンタジア』主題歌                      |
| 11月17日 | B with U ダイコクver.                                                        | キタコレ | 「未来の行方」                                                          | 『B-PROJECT』関連曲                                              |
| 11月17日 | B with U ブレイブver.                                                        | キタコレ、KiLLER KiNG | 「Vectorial」                                                           | 『B-PROJECT』関連曲                                              |

- 明日のナージャ Music BOX シリーズ the Song around the world
  - 「ダンデライオンのテーマ」（ナージャ・アップル・フィールド（小清水亜美）、ケンノスケ・ツルギ（木内レイコ）、シルヴィ・アルテ（折笠富美子）、トーマス・オブライアン、アーベル・ガイガー（山崎たくみ）、アンナ・ペトロワ（京田尚子）、ゲオルグ・ハスキル（一条和矢））
- 宇宙のステルヴィア キャラクターソングアルバム 宇宙学園ステルヴィア校大歌謡祭
  - 「ビッグ4のテーマ」（町田初佳（豊口めぐみ）、ケント・オースチン、片瀬真人（朴璐美）、笙人律夫（檜山修之））
- エターナル・ガーディアン キャラクターズヴォーカル集
  - 「すべては始まりの為に」（プラム、グレン（檜山修之））
- 神様はじめました
  - 「神様ヘルプ！」（巴衛（立花慎之介）、鞍馬、瑞希（岡本信彦））
- 金色のコルダ 〜espressivo〜
  - 「Cendrillon」（柚木梓馬）
- 金色のコルダ 〜espressivo 2〜
  - 「Sotto Voce」（志水桂一（福山潤）、柚木梓馬）
  - 「Overture -序曲-」（月森蓮（谷山紀章）、土浦梁太郎（伊藤健太郎）、志水桂一、火原和樹（森田成一）、柚木梓馬、金澤紘人（石川英郎）、王崎信武（小西克幸））
- 金色のコルダ 〜divertimento〜
  - 「DIANA」（柚木梓馬）
  - 「Happy Time」 （月森蓮、土浦梁太郎、志水桂一、火原和樹、柚木梓馬）
- 金色のコルダ Happy Time
  - 「Happy Time」（月森蓮、土浦梁太郎、志水桂一、火原和樹、柚木梓馬）
- 金色のコルダ 〜fantasmagoria〜
  - 「SANCTUARY 〜Yes / No〜」（柚木梓馬）
- 金色のコルダ 〜primo passo〜 エンディングテーマ
  - 「CRESCENDO」（stella quintet：月森蓮、土浦梁太郎、志水桂一、火原和樹、柚木梓馬）
- 金色のコルダ 〜primo passo〜 Extra MISSION：B×B×B
  - 「Black & White」（柚木梓馬）
  - 「MISSION：B×B×B」（火原和樹、柚木梓馬、金澤紘人）
- 金色のコルダ 〜primo passo〜キャラクターコレクション 4 -柚木編-
  - 「SWEET SECRET」（柚木梓馬）
- 金色のコルダ 〜primo passo〜キャラクターコレクション 7 -カーテンコール-
  - 「P★リズム（プリズム）」（火原和樹、柚木梓馬）
- 金色のコルダ 〜primo passo〜 ヴォーカル・コレクション
  - 「SWEET SECRET」（柚木梓馬）
  - 「P★リズム（プリズム）」（火原和樹、柚木梓馬）
  - 「君に捧げるHarmony」（月森蓮、土浦梁太郎、志水桂一、火原和樹、柚木梓馬、金澤紘人、王崎信武）
- 金色のコルダ2 〜gloria〜
  - 「Wings of Heart」（柚木梓馬）
- 金色のコルダ2 〜felice〜
  - 「White Nights」（柚木梓馬）
  - 「Hallelujah -ハレルヤ-」（志水桂一、火原和樹、柚木梓馬、金澤紘人、王崎信武）
- 金色のコルダ2 〜felice2〜
  - 「Wings of Heart」（柚木梓馬）
- 金色のコルダ2 〜SWEET♪TWINKLE〜
  - 「PRINCESS JEWEL」（柚木梓馬）
- 金色のコルダ 〜secondo passo〜 主題歌
  - 「蒼穹のスコア 〜The score in blue〜」（stella quintet+：月森蓮、土浦梁太郎、志水桂一、火原和樹、柚木梓馬、加地葵）
- 金色のコルダ 〜secondo passo〜 Tears
  - 「To be continued…」（柚木梓馬）
- 金色のコルダ2 f アンコール 〜graduation〜
  - 「Overture -序曲-」（月森蓮、土浦梁太郎、志水桂一、火原和樹、柚木梓馬、金澤紘人、王崎信武）
  - 「Hallelujah -ハレルヤ-」（志水桂一、火原和樹、柚木梓馬、金澤紘人、王崎信武）
- 金色のコルダ 10th Anniversary CD （2） 火原和樹&柚木梓馬&王崎信武
  -  「友情スクラム☆」（火原和樹、柚木梓馬）
- 金色のコルダ3 〜熱き心の調べよ〜
  - 「BLUE SKY BLUE ＜12人全員Ver.＞」（如月響也（福山潤）、如月律（小西克幸）、榊大地（内田夕夜）、水嶋悠人（水橋かおり）、八木沢雪広（伊藤健太郎）、火積司郎（森田成一）、水嶋新、東金千秋（谷山紀章）、土岐蓬生（石川英郎）、冥加玲士（日野聡）、天宮静（宮野真守）、七海宗介（増田ゆき））
  - 「BLUE SKY BLUE ＜至誠館Ver.＞」（八木沢雪広、火積司郎、水嶋新）
  - 「BOM DIA!（ボン ジーア）」（水嶋新）
- 金色のコルダ3 〜旋律は深く甘美（あま）く〜
  - 「SUMMER BOYS!!!」（水嶋悠人、水嶋新、七海宗介）
- 金色のコルダ3〜 Blue Sky focus on 至誠館高校
  - 「Beijo♥Beijo」（水嶋新）
  - 「Andante ＜至誠館Ver.＞」（八木沢雪広、火積司郎、水嶋新）
- 金色のコルダ3 バラエティCD〜情熱の鼓動〜
  - 「TE AMO!TE AMO! by ハイパー☆ラッキーマン」（水嶋新）
- 金色のコルダ3〜 AnotherSky feat.至誠館
  - 「GREEN FOREST GREEN」（水嶋新）
  - 「GREEN FOREST GREEN（キャスト5人Ver.）」（八木沢雪広、火積司郎、水嶋新、長嶺雅紀、水嶋悠人）
  - 「Ambitious -青雲の志」（八木沢雪広、火積司郎、水嶋新）
- クラスターエッジ
  - 「僕たちの奇蹟」（Cluster'S：アゲート・フローライト、ベリル・ジャスパー、フォン・アイナ・サルファー、クロム）
- クラスターエッジ
  - 「君という名の光」（Cluster'S：アゲート・フローライト（下野紘）、ベリル・ジャスパー（福山潤）、フォン・アイナ・サルファー、クロム（吉野裕行））
- クラスターエッジ ドラマCD キャラクターコレクション
  - 「君の声が聞こえる」（フォン・アイナ・サルファー）
- 少年ハリウッド -HOLLY STAGE FOR 49- BD・DVD第2巻特典CD
  - 「永遠never ever」（風原乱（浅沼晋太郎）、広澤大地（保志総一朗）、大咲香（鈴木裕斗）、早水海馬（鳥海浩輔）、富井実（阪口大助）、柊剛人（浪川大輔）、伊達竜之介（岸尾だいすけ））
- 真・三國無双6 王覇・響歌乱舞
  - 「Change the World」（司馬昭）
- 真・三國無双7 キャラクターソング集IV 〜晋〜
  - 「Wake up my soul」（司馬昭）
- プラネタリウムCD&ゲーム Starry☆Sky 〜in Autumn〜
  - 「Lies,Truth,and Our Destiny」（陽日直獅）
- 絶対迷宮グリム 〜七つの鍵と楽園の乙女〜 キャラクターコンセプトCD Vol.9「みにくい蛙の王子さま 〜フロッギー・ショウ」
  - 「みにくい蛙の王子さま 〜フロッギー・ショウ」（蛙の王子）
- 男子声優Vocalアルバム「乙女ヨーグルト」
  - 「Amore di cavalleria」（イリヤ（谷山紀章）、ディトリッシュ、アストラッド（岡本寛志））
  - 「Shinning」（安曇康秀（森川智之）、式部吉乃）
- DIABOLIK LOVERS MORE,BLOOD「極限（UNLIMITED）BLOOD」
  - 「月蝕（Eclipse）」（無神コウ（木村良平）、無神ユーマ（鈴木達央）、無神アズサ）
- DIABOLIK LOVERS MORE CHARACTER SONG Vol.8
  - 「KILLYOU,AGAIN」（無神アズサ）
- DIABOLIK LOVERS Bloody Songs -SUPER BEST II- 無神家ver
  - 「罠 -If You're Diablo-」（無神ルキ（櫻井孝宏）、無神コウ（木村良平）、無神ユーマ（鈴木達央）、無神アズサ）
- DIABOLIK LOVERS VERSUS SONG Requiem（2）Bloody Night Vol.II ルキVSアズサ
  - 「Luv Apple Juice」（無神ルキ（櫻井孝宏）、無神アズサ）
  - 「Luv Apple Juice -アズサ Ver-」（無神アズサ）
- テニスの王子様
  - 「Bang!Bang!?Bang?」（福士ミチル）
  - 「バレンタイン・キッス」（福士ミチル）
- DEAR My SUN!!〜ムスコ★育成★狂騒曲〜 キャラクターソング&メッセージCD
  - 「二人のPiece montee」（辰波悟）
- ネオロマンス SONG COLLECTION 2 〜恋のビートはとまらない〜
  - 「SANCTUARY 〜Yes / No〜」（柚木梓馬）
- ネオロマンス Honey 〜泣きたいときに〜
  - 「PRINCESS JEWEL」（柚木梓馬）
- HAPPY☆LESSON HARA HARA MUSIC CD
  - 「声がききたいよ」（仁歳チトセ）
- HAPPY☆LESSON ZOKU ZOKU MUSIC CD
  - 「スーパーデイズ?!」（仁歳チトセ）
- パレドゥレーヌ Platinum Disc“Rosso” 前編「騎士道へのオマージュ」
  - 「Amore di cavalleria」（イリヤ（谷山紀章）、ディトリッシュ、アストラッド（岡本寛志））
- HUNTER×HUNTER キャラクター・ソング集2
  - 「忍-Shinobi-」（ハンゾー）
- VitaminX キャラクターソングCD “BLUE DISK”
  - 「放課後ジャーマンスープレックス」（風門寺悟郎）
- VitaminX キャラクターCD “SAPPHIRE DISC” -GAM。- （風門寺悟郎、斑目瑞希）
  - 「恋のブーメラン 〜真夏の誘惑30°〜」（風門寺悟郎）
  - 「恋愛★大戦争 〜SUPER LOVE WARS〜」（風門寺悟郎、斑目瑞希（菅沼久義））
- VitaminX キャラクターCD ベストアルバム 〜GREATEST HITS〜
  - 「放課後ジャーマンスープレックス」（風門寺悟郎）
  - 「恋のブーメラン 〜真夏の誘惑30°〜」（風門寺悟郎）
  - 「恋愛★大戦争 〜SUPER LOVE WARS〜」（風門寺悟郎、斑目瑞希）
- VitaminX Addiction 先行キャラクターソング Vol.5「Romantic Metamorphoze」
  - 「Romantic Metamorphoze」（風門寺悟郎）
  - 「Romantic Metamorphoze（びた★ぱら Re-Mix☆EXTREAM）」（風門寺悟郎）
- フルハウスキス ドラマCD 芸学棟の怪人☆
  - 「TWO OF US 〜恋する二人〜」（山本春太）
- 山本春太&北条竹治 恋花EDUCATOR フルハウスキス シングルコレクション Vol.14
  - 「恋花EDUCATOR」（山本春太、北条竹治（上田燿司））
  - 「春色Anniversary」（Show! Kei! Five：御堂一哉（荻原秀樹）、松川依織（佐々木望）、一宮瀬伊（成瀬誠）、山本春太、北条竹治）
  - 「恋愛専科」（山本春太）
- 星色のおくりもの キャラクターソング&ドラマCD 〜鳴滝誠悟〜
  - 「Overline」（鳴滝誠悟）
- キャラクターソングミニアルバム 身代わり伯爵の危険な饗宴
  - 「Fly☆High!」（ベルンハルト伯爵フレデリック）
- 水の旋律 2 〜緋の記憶〜 キャラクターソング Flame series I
  - 「Shinning」（安曇康秀（森川智之）、式部吉乃）

### その他参加作品
- DD（岸尾だいすけ、浪川大輔）
  - Double Destiny ＜1st Single＞
    - 「Double Destiny」
    - 「TRUTH」
    - 「RAIN」

  - Dreamin Drive ＜2nd Single＞
    - 「Dreamin Drive」
    - 「Story」
    - 「Place」

  - Dramatic Dive! ＜3rd Single＞
    - 「Dramatic Dive!」
    - 「Emerald」
- COLORS ＜俳協45th ANNIVERSARY PARTY LIVE オリジナルソング＞
  - 「『ありがと。』」HAIKYO VOICE ACTOR ALL STARS（大原さやか、折笠富美子、岸尾大輔、近藤孝行、佐藤利奈、諏訪部順一、浪川大輔、皆川純子）
  - 「二人のストーリー」（男子（伊藤健太郎、岸尾大輔、近藤孝行、諏訪部順一、遠近孝一、浪川大輔、山岸功））
  - 「Double Destiny」（DD（岸尾大輔、浪川大輔））
- WEBラジオ 『シュガービーンズ放送局』Opening & Ending マキシシングル
  - 「SHORT CIRCUIT」
- その男、魔王!? vol.1
  - 「碧き者、魔王」
- その男、魔王!? vol.2
  - 「So Dream」
- 百歌声爛 -男性声優編- III
- 祭囃子 buzzG feat.GUMI × VOCALISTS
  - 「D.P.C.W」（buzzG feat.岸尾だいすけ）
- ROCKMAN HOLIC 〜the 25th Anniversary〜
  - 「太陽はいつも君のそばに」
- [Re:collection] HIT SONG cover series feat.voice actors 〜90's-00's EDITION〜（2022年7月27日）
  - 「田園」